# اویه
شهر اویه (به فرانسوی: Houyet) در شهرستان دینان (بلژیک) در استان نمور در منطقه فدرال والوون در کشور بلژیک واقع شده‌است.

## نگارخانه

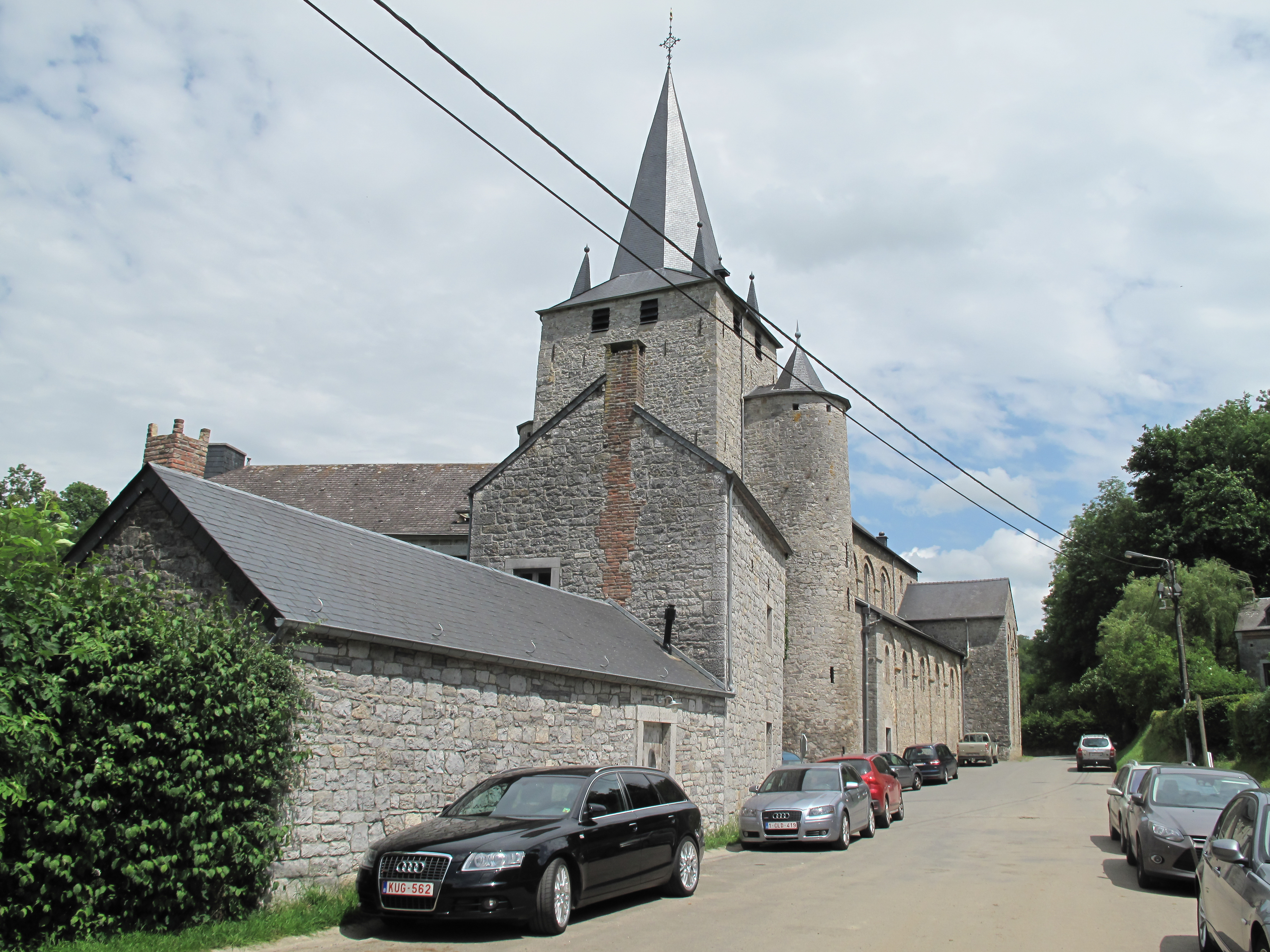
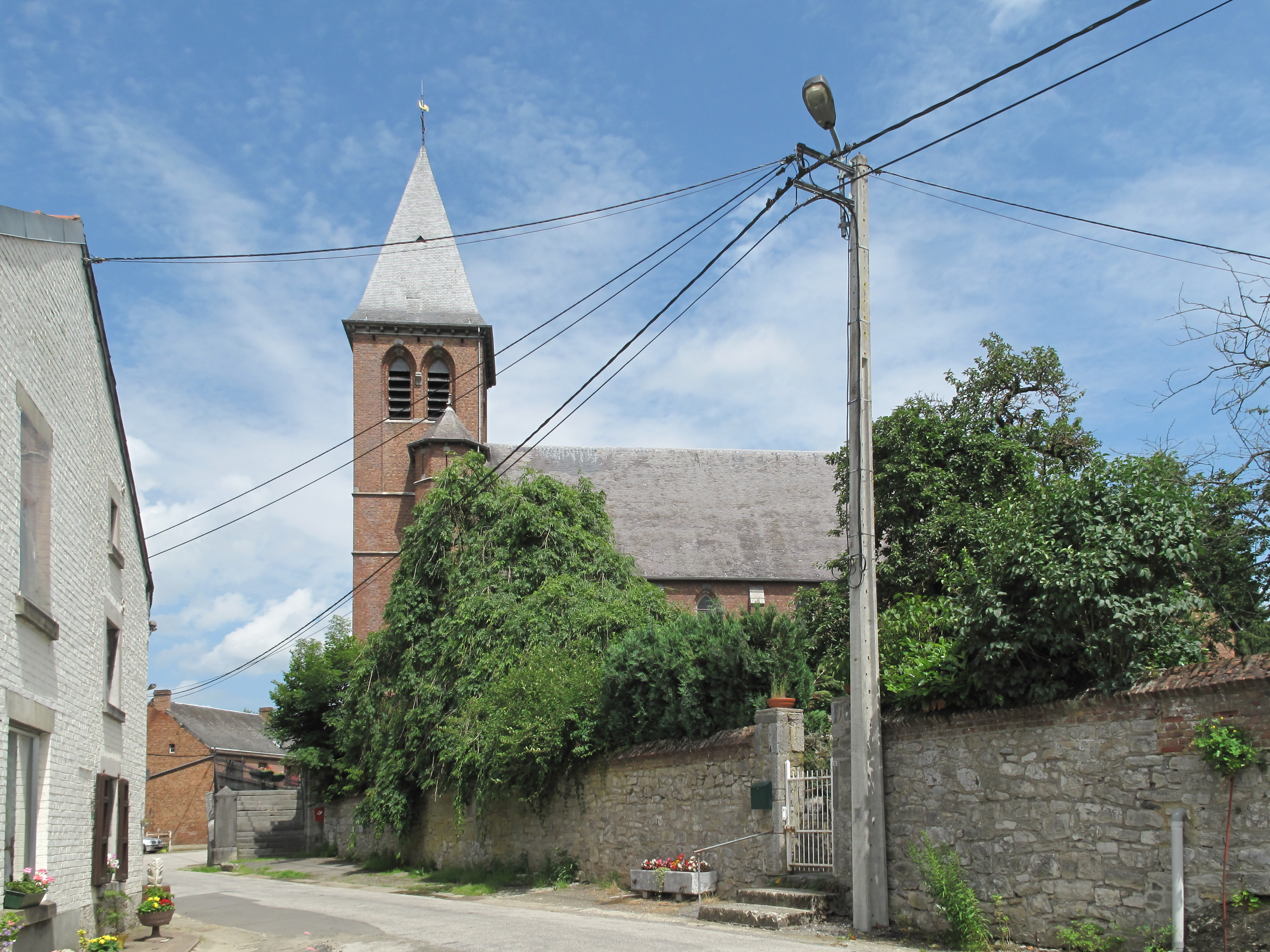
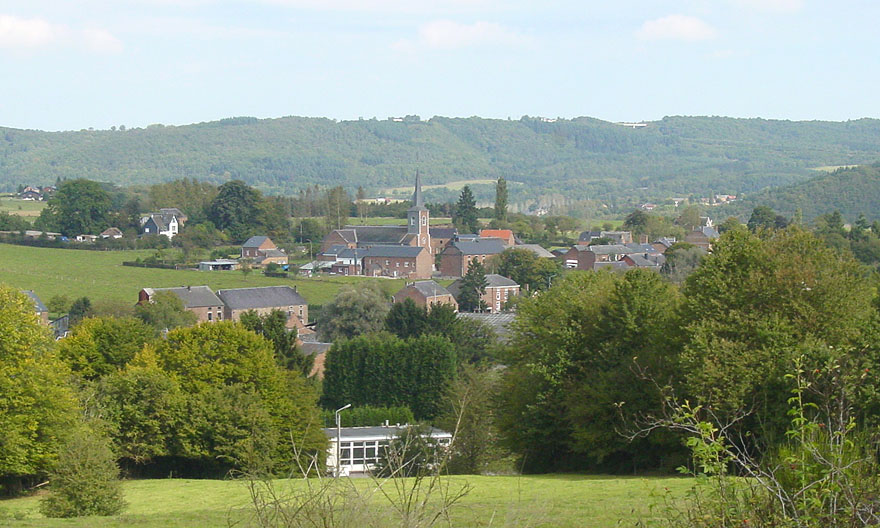